# Dimataling
Dimataling (Bayan ng Dimataling) är en kommun i Filippinerna. Kommunen ligger på ön Mindanao, och tillhör provinsen Zamboanga del Sur. Folkmängden uppgår till 25 843 invånare.

## Barangayer
Dimataling är indelat i 24 barangayer.
| - Bacayawan - Baha - Balanagan - Baluno - Binuay - Buburay - Grap - Josefina - Kagawasan - Lalab - Libertad - Magahis | - Mahayag - Mercedes - Poblacion - Saloagan - San Roque - Sugbay Uno - Sumbato - Sumpot - Tinggabulong - Tiniguangan - Tipangi - Upper Ludiong |